# Trigonella spruneriana
Trigonella spruneriana är en ärtväxtart som beskrevs av Pierre Edmond Boissier. Trigonella spruneriana ingår i släktet trigonellor, och familjen ärtväxter. Inga underarter finns listade i Catalogue of Life.